# Lillstadt
Lillstadt ist eine Kleinsiedlung auf der Gemarkung des Bad Mergentheimer Stadtteils Stuppach im Main-Tauber-Kreis im Nordosten Baden-Württembergs.

## Geschichte
Im Jahre 1301 wurde der Ort erstmals urkundlich erwähnt. 1315 folgte eine weitere Erwähnung als Lullichstadt. Ein Großteil der Lillstadter Geschichte ist gemeinsam mit der von Stuppach. Kirchlich gehörte Lillstadt jedoch bis ins Jahr 1614 zu Mergentheim, danach zu Stuppach.
Am 15. Februar 1972 wurde Stuppach (mit den zugehörigen Wohnplätzen Lillstadt und Lustbronn) gemeinsam mit Rengershausen in die Stadt Bad Mergentheim eingegliedert. Als am 1. Januar 1973 im Rahmen der baden-württembergischen Kreisreform der Landkreis Mergentheim aufgelöst wurde, gehörte Lillstadt in der Folge zum neu gebildeten Tauberkreis, der am 1. Januar 1974 seinen heutigen Namen Main-Tauber-Kreis erhielt.